# Tapirus cristatellus
Tapirus cristatellus es una especie de mamífero perisodáctilo extinto de la familia de los tapíridos y del género Tapirus que vivió en el Pleistoceno de América del Sur. 

## Características
Esta especie fue descrita originalmente por H. Winge en el año 1906, empleando como base materiales provenientes de Lagoa Santa, Minas Gerais, Brasil.
Esta especie fue descrita sobre la base de materiales craneanos bastante completos exhumados en sedimentos del Pleistoceno de la Argentina, y en el Brasil, en los estados de Minas Gerais, y Bahía.
Esta especie se distingue de Tapirus terrestris por ser de porte mayor;  por los huesos que forman las fosas nasales lo que denota posiblemente una proboscis más grande, por los huesos parietales planos los que forman una cresta ósea ligeramente menor, y por la fusión tardía de las suturas.
Un amplio estudio de todos los materiales colectados en los yacimientos fosilíferos de América del Sur referidos al género Tapirus llegó a la conclusión de que esta es una especie válida.

## Hábitat y alimentación
Este taxón, como cualquier integrante del género Tapirus, se asocia a climas cálidos, y ambientes de pluviselvas, sabanas o bosques húmedos de tipo tropical o subtropical cercanos a ríos; con dieta herbívora hojas, frutas, etc. los que logra asir gracia a la presencia de una probóscide en su hocico.